# Geochelone elegans
La tortuga estrellada de la India (Geochelone elegans) es una especie de tortuga terrestre de la familia Testudinidae de las zonas áridas de la India y de Sri Lanka, muy popular como mascota. Pertenece al género Geochelone y es muy parecida a la tortuga estrellada de Birmania (Geochelone platynota).

## Descripción
Tiene el caparazón muy convexo de color negro con aureolas amarillas que lo irradian de rayas amarillas, las cuales por lo general son rayas estrechas y muy numerosas: el plastrón también tiene rayas negras y amarillas radiantes. La tortuga estrellada india puede crecer hasta los 35 cm de longitud, pero el tamaño medio es 25 cm de largo. Existen tres variedades: del norte de la India, del sur de la India y de Sri Lanka. Las más pequeñas son las del sur de la India, y las más grandes las del norte. Casi todas las tortugas en cautividad proceden de la variedad de Sri Lanka, aunque hay mezcla de las distintas líneas de sangre.
Son herbívoras y se alimentan de hierbas, frutos caídos, flores y hojas de plantas suculentas, y de vez en cuando comen carroña. 
El dimorfismo sexual de los adultos de las tortugas estrelladas indias es bastante evidente. Las hembras son considerablemente más grandes que los machos. Además, el plastrón de las hembras es mucho más plano que el de los machos, que tiene una forma cóncava.

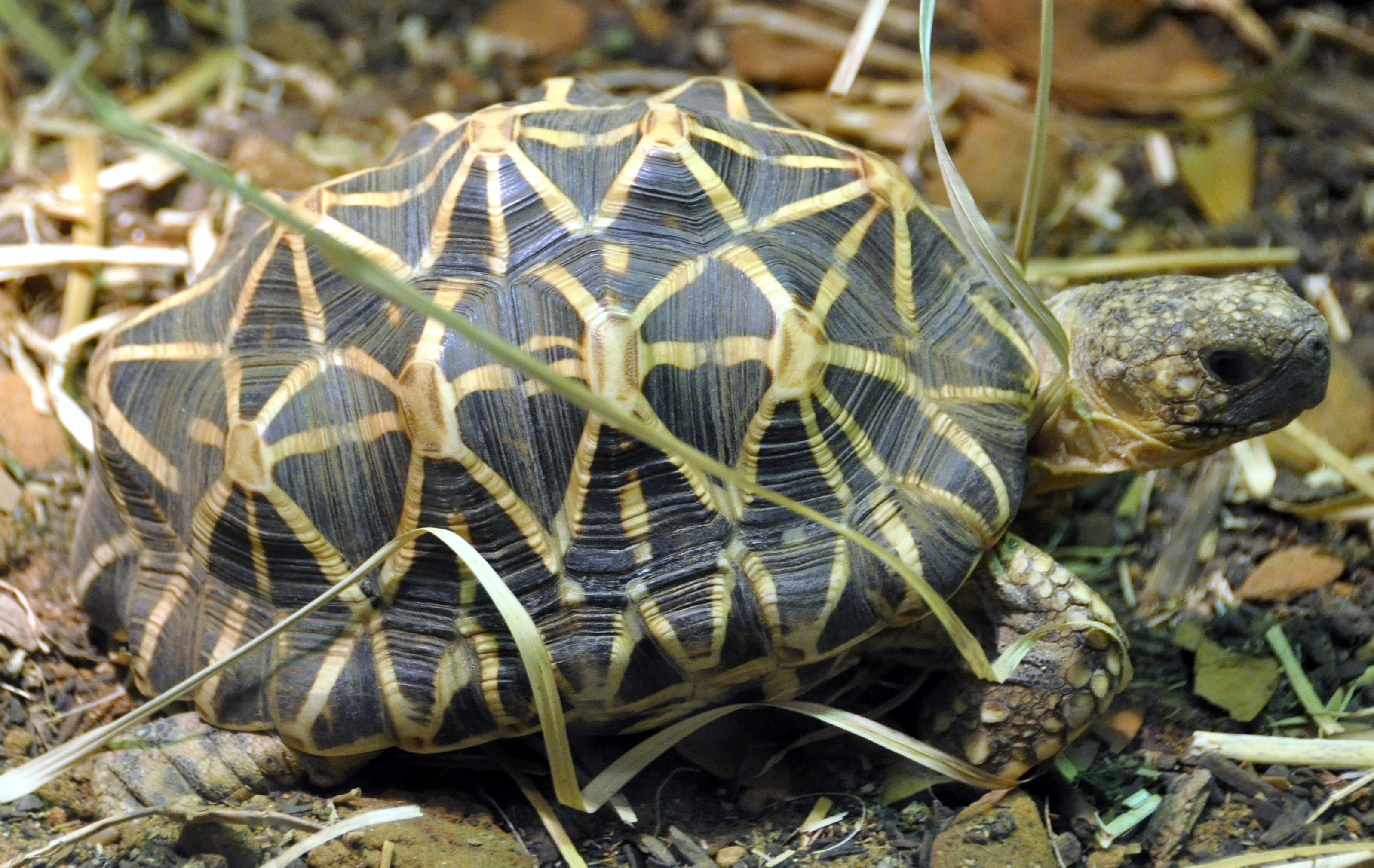
Geochelone elegans adulto

## Distribución
Se distribuye por toda la India (con excepción de Bengala inferior), se extiende al oeste de la provincia de Sindh (Pakistán), y Ceilán. 

## Mantenimiento en cautividad
El mantenimiento de estos animales en cautividad es muy difícil y se debe dejar a las personas con experiencia avanzada en tortugas. Son comedoras quisquillosas y aumentan de peso muy lentamente. Los recién nacidos prefieren dormir que comer y la mayoría mueren en los primeros meses de vida. Una cría típica cuesta bastante dinero en una tienda de confianza y usted debe estar preparado para perder esta inversión si usted no tiene una gran experiencia con las tortugas. Lo mejor es tener una estrecha relación con un veterinario con experiencia en cuidado de las tortugas. La captura de esta tortuga en el medio silvestre es ilegal en la India. Existen pocos estudios que han cuantificado las poblaciones silvestres y el efecto del comercio sobre ellas.